# サウスジョージア侵攻
サウスジョージア侵攻（サウスジョージアしんこう、invasion of South Georgia）とは、1982年3月19日から4月3日にかけてイギリス領サウスジョージア・サウスサンドウィッチ諸島にアルゼンチン軍が侵攻、掌握した事件である。
この侵攻事件と時を同じくしてフォークランド諸島侵攻事件が起こり、イギリス側は事態解決に機動艦隊を派遣、フォークランド紛争が勃発した。

## 背景
アルゼンチンは19世紀からフォークランド諸島の支配を巡りイギリスと争ってきた。フォークランド諸島より約1000km東に位置するサウスジョージア・サウスサンドウィッチ諸島も自国領土であると主張して、アルゼンチン領南極などとともにティエラ・デル・フエゴ州に含まれるという立場を採ってきた。
サウスサンドウィッチ諸島のうち南にあるテューレ島では実効支配を示すため1955年に基地を設営（火山活動のため翌年放棄）。さらに1976年には同島を含む
南テューレを占領した。イギリスは南大西洋へ艦隊を派遣するなどアルゼンチンを牽制しつつ交渉による解決を模索したが、フォークランド紛争までは軍事力の行使を避けた。
1970年代、アルゼンチンでは軍事政権下、20年以上にも及ぶ政治の混乱が天文学的なインフレと失業を招き、牛肉など食料品の値上げにより国民生活を深刻な状況に陥れ、1980年代に入っていよいよ頂点に達しようとしていた。
1981年にアルゼンチン政権を引き継いだレオポルド・ガルチェリ（現役工兵中将でもあった）は、民衆の不満をそらすために、フォークランド諸島の領有権問題に目をつけ、フォークランド諸島領有権問題を煽ることで、国内の反体制的な不満の矛先を逸らせようとフォークランド諸島への本格的な軍事侵攻に乗り出し、サウスジョージア・サウスサンドウィッチ諸島もアルゼンチン軍の標的とされた。

## 不穏な動き
1982年3月19日、サウスジョージア島、島都グリトビケンより約24km北西に位置するリース港にアルゼンチン海軍の輸送艦「バイア・ブエン・スセソ」が突如来航しているのを同島に駐在しているイギリス南極観測隊隊員が野外観測中に発見。輸送艦より50から60名のアルゼンチン人が物資を港に下ろす作業を行い、港の施設にはアルゼンチン国旗が揚がっていた。
イギリス観測隊がその場に駆けつけるとアルゼンチン人らはクズ鉄業者を名乗り、20年以上前から放棄されていた捕鯨工場の解体が目的であり、英国政府からの上陸許可ももらっていると主張したが正規の入国手続きは一切行っていなかった。
イギリス南極観測隊員らはイギリス本国にこの事態を報告するがイギリス政府はこの時点でアルゼンチン側に本格的な軍事侵攻の意志はないと判断しており、さし当たっての対抗策として氷海巡視船「エンデュアランス」に武装した海兵隊23名と軍用ヘリワスプ2機を積載して同島海域に派遣すると同時にアルゼンチン政府に抗議したが、アルゼンチン側は反抗的で相手にしなかった。
アルゼンチン人らは数名の人間を残し、物資だけ下ろして輸送艦「バイア・ブエン・スセソ」は22日に港を出たが、この残ったアルゼンチン人はアルゼンチン海兵隊の分遣隊であり、下ろした物資は武器、弾薬、食糧などの軍事物資であった。
そして、3月25日深夜、アルゼンチン海軍砕氷艦「バイア・パライソ」が海兵隊員約500名とヘリコプター2機、追加の物資を運んでリース港に来航。兵員を下ろしてリース港に陣取った。
イギリス側はこの時点で「エンデュアランス」より23名の海兵隊員が島都グリトビケンに到着し、南極観測隊員ら在イギリス人らを「エンデュアランス」に避難させていたが、「エンデュアランス」を利用した湾内の警備行動はイギリス政府より外交的問題として禁じられており、東側沖合に待機せざるをえなかった。
戦力差は歴然としていたが、イギリス海兵隊は防御陣地を構築し、抗戦の構えを見せた。

## グリトビケンの戦い
1982年4月1日にアルゼンチン軍によるフォークランド諸島侵攻が起こった同日リース港に陣取っていたアルゼンチン海兵隊隊員らは国旗掲揚式を行い、国歌斉唱後に、一方的にサウスジョージア島がアルゼンチン施政下に入ったことを宣言。翌日より島都グリトビケンの制圧作戦を開始した。
4月2日深夜、アルゼンチン海兵隊は選抜された40名の海兵隊隊員を砕氷艦「バイア・パライソ」に移乗させ、援護として同海域に到着していたアルゼンチン海軍フリゲート「ゲリコ」と合流して沿岸を偵察しつつ、グリトビケン近海に接近した。
4月3日11時半頃、制圧作戦の指揮官であるアルゼンチン海兵隊大尉は「バイア・パライソ」よりグリトビゲンのイギリス軍部隊に向け降伏勧告を無線で行う。グリトビゲン駐在部隊の指揮官であるイギリス海兵隊中尉は時間の猶予をアルゼンチン側に求めるがアルゼンチン側は拒否。直後に「バイア・パライソ」より制圧部隊であるアルゼンチン海兵隊員を乗せたアルエットヘリコプター1機が発進。同時にフリゲート「ゲリコ」がグリトビケン港、入江の方面に進出を開始した。
グリトビケンの間近、キングエドワードポイント埠頭よりアルエットヘリコプターが着陸しアルゼンチン海兵隊を降ろし始めると、イギリス海兵隊中尉が埠頭に出向きアルゼンチン側に降伏勧告の拒否、徹底抗戦を伝え、自軍陣地に戻った。アルゼンチン軍が発砲したのを皮切りに戦闘が開始された。
アルエットヘリコプターに続いてピューマヘリコプターが「バイア・パライソ」より発進し、兵員を降ろそうと埠頭に接近したが、イギリス海兵隊はこのヘリに小銃と機関銃による集中砲火を浴びせた。結果、ピューマヘリコプターは損傷して操縦不能になり、付近に不時着した。これにより、ヘリに搭乗していたアルゼンチン兵2名が戦死、4名が負傷した。
アルゼンチン海兵隊はイギリス海兵隊側の激しい銃撃に前進を阻まれ、フリゲート「ゲリコ」へ支援を求めた。
「ゲリコ」はまず、20mm機関砲による銃撃を行い、さらに40mm機関砲での射撃も行って上陸したアルゼンチン海兵隊を支援をした。この攻撃に関わらず、イギリス海兵隊は怯まずに「ゲリコ」に対しても小火器による銃撃を行った。「ゲリコ」は主砲である100mm砲の砲撃を行おうと一旦沿岸より離れようとしたが、直後に対岸からイギリス海兵隊による84mm無反動砲と携行式ロケットランチャーによる砲撃が行われ被弾。電装ケーブルが切断され、エグゾセ対艦ミサイルの発射装置や100mm主砲のマウントが破損して使用不能に追い込まれ、40mm機関砲マウントも損傷し、乗員5名が負傷、1名が死亡した。
このようにイギリス軍守備隊はアルゼンチン軍側に対して激しい抵抗を行ったが弾薬が尽き掛け、距離をとった「ゲリコ」による40mm機関砲による射撃が再開したことで抵抗が困難になり、負傷者も出たことから守備隊指揮官であるイギリス海兵隊中尉は降伏を決断。約2時間に渡った抵抗は終わり、サウスジョージア島はアルゼンチンによって掌握された。
この戦闘でイギリス側は負傷者1名のみだったが、アルゼンチン側は3名が戦死、9名が負傷した。

## アルゼンチン掌握後
戦闘終了後、イギリス海兵隊23名は全員捕虜とされた。隊員らはジェネーヴ条約に基づいた待遇がとられ、負傷した1名の隊員は手当てを受け、他22名の隊員と共に中立国を経由してイギリス本国に送還された。
重度の損傷を被ったフリゲート「ゲリコ」はアルゼンチン本国に帰港し、修理を受け、4月25日に戦線に復帰した。
アルゼンチン軍は同島に数十名の兵員を駐在部隊として残していたが、1982年4月20日よりイギリス軍による奪還作戦であるパラケット作戦により、同島を奪還され、サウスジョージア島は再びイギリス側の手に戻った。